# Basdens savdaggfluga
Basdens savdaggfluga (Amiota basdeni) är en tvåvingeart som beskrevs av Assis-fonseca 1965. Basdens savdaggfluga ingår i släktet Amiota och familjen daggflugor. Arten är reproducerande i Sverige. Inga underarter finns listade i Catalogue of Life.